# Jonathan Bornstein
Jonathan Rey Bornstein, född 7 november 1984 i Torrance, Kalifornien, USA är en amerikansk fotbollsspelare som spelar för CDS Vida.